# Leonard de Gou
Leonard de Gou, heer van Hillegersberg en Gieltjesdorp ('s-Gravenhage, 22 december 1916 - Lemiers, 22 januari 2000) was een Nederlands burgemeester.

## Familie
De Gou werd geboren als lid van de Nederland's Patriciaatsfamilie De Gou en zoon van Martinus Hendrik de Gou, heer van Hillegersberg en Gieltjesdorp (1879-1950) en Wilhelmina Henriette Maria Schavers (1891-1964). Hij trouwde in 1939 met Gerarda Wilhelmina Westerhout (1910-1970) met wie hij vier kinderen kreeg. Na haar overlijden trouwde hij in 1971 met Maria Petronella Theresia Houba (1933-2024).

## Opleiding
De Gou doorliep het stedelijk gymnasium van Den Haag, deed eindexamen aan het Fridericianum Gymnasium in Davos, Zwitserland. Hij studeerde vervolgens rechtsgeleerdheid aan de Universiteit Leiden rechten en studeerde in 1941 af aan de Universiteit van Amsterdam, omdat de Leidse universiteit door de bezetter gesloten was en werkte daarna als advocaat en procureur in Den Haag. Hij promoveerde in 1943 aan de Universiteit Utrecht op een rechtshistorisch proefschrift De Weeskamer van 's-Gravenhage. Hij ging bij de provinciale griffie in Assen werken.
Na de oorlog in 1945 richtte hij mede de jongerenafdeling van de KVP op, op grond waarvan hij als voorzitter ook in het bestuur van de KVP (1946-1952) kwam.

## Burgemeester
In 1946 volgde zijn eerste burgemeestersbenoeming in Steenbergen, waarbij hij ook lid van de Brabantse Provinciale Staten (1950-1957) werd alsmede van de Eerste Kamer (1955-1963). In Steenbergen gaf hij leiding aan de wederopbouw en later tegen de gevolgen de overstroming van 1953.
Als burgemeester van Venlo heeft hij een cultureel centrum en twee musea gesticht, een voor de moderne kunst (Museum van Bommel van Dam) en een voor de stadshistorie (Goltziusmuseum, de voorloper van het Limburgs Museum).
In 1969 werd De Gou benoemd tot burgemeester van Haarlem. Huize Zomerlust fungeerde tijdens zijn ambtstermijn als ambtswoning; in 1972 ontving hij daar onder anderen koningin Juliana. De Gou haalde regelmatig de pers met principiële uitspraken. In 1973 trad hij uit de KVP vanwege de steun van de partij aan de door het kabinet-Den Uyl voorgestelde Machtigingswet, die hij in strijd achtte met de grondwet. In 1974/1975 veroorzaakte De Gou commotie binnen het gemeentebestuur door de installatie ‘’Ons Erelid’’ van Piet Zwaanswijk en Gerrit van Dijk als een belediging te beschouwen.
In 1976 trad hij vanwege gezondheidsredenen terug als burgemeester van Haarlem. Hij werd vlak voor zijn terugtreden benoemd tot ridder in de Orde van de Nederlandse Leeuw. Hij had zich al in zijn tijd als burgemeester van Venlo op het onderzoek naar de wetgevingen van 1797-1807 gestort, die hij daarna ging publiceren. Zo publiceerde hij onder meer Het plan van de constitutie van 1796. Hij was voorts geïnteresseerd in kunstgeschiedenis.

## Nevenfuncties
De Gou was historisch zeer geïnteresseerd. Hij bezat op dat gebied ook verschillende nevenfuncties: voorzitter van de Archiefraad, bestuursfuncties bij de Koninklijke Nederlandse Oudheidkundige Bond, het Prins Bernhardfonds, het Centraal Bureau voor Genealogie en het Iconografisch Bureau. Ook was hij Grootprior van de Orde van Sint Lazarus. Na zijn pensionering legde hij zich toe op het publiceren van historische werken.
- Bibsys: 90628604
- Bibliothèque nationale de France: cb11996432w (data)
- Biografisch Portaal: 26929779
- CiNii: DA06065166
- Digitale Bibliotheek voor de Nederlandse Letteren: gou_001
- Gemeinsame Normdatei: 1053298323
- International Standard Name Identifier: 0000 0000 9221 9587
- Library of Congress Control Number: n82160558
- Nederlandse Thesaurus van Auteursnamen: 069745358
- Parlement.com: vg09ll166nuo
- Système universitaire de documentation: 02805167X
- Virtual International Authority File: 27074538
- WorldCat: E39PBJgcXYMgrm9wFXMBdwkMT3